# ヒノテガ県
ヒノテガ県（ヒノテガけん、Departamento de Jinotega）は、ニカラグア北部の県である。西側はココ川が県境で、南側はイサベリア山脈が県境となる。県南西部にアパナス湖を持つ。面積9,755km2、人口297,300人（2005年）、県都はヒノテガである。 

## 隣接する県
西部にヌエバ・セゴビア県、マドリス県、エステリ県、南部にマタガルパ県、東部に北カリブ自治地域、北部に隣国ホンジュラスと接している。

## 基礎自治体
1. El Cuá
2. ヒノテガ
3. La Concordia
4. San José de Bocay
5. San Rafael del Norte
6. San Sebastián de Yalí
7. Santa María de Pantasma
8. Wiwilí de Jinotega